# D.U.C
Pour l’article homonyme, voir Duc (homonymie).
Albums de Booba
Futur 2.0
(2013) Nero Nemesis
(2015)
Singles
1. La mort leur va si bien
Sortie : 7 février 2014
2. OKLM
Sortie : 26 mai 2014
3. 3G
Sortie : 30 juillet 2014
4. Caracas
Sortie : 9 décembre 2014
5. Billets violets
Sortie : 27 janvier 2015
6. Tony Sosa
Sortie : 16 février 2015[2]
7. LVMH
Sortie : 31 mars 2015
8. Mon pays
Sortie : 2 avril 2015
9. Mové Lang (feat. Bridjahting & Gato)
Sortie : 14 mai 2015

D.U.C est le septième album studio du rappeur français Booba, sorti le 13 avril 2015 sur le label Tallac Records. Cet album est actuellement certifié double disque de platine pour plus de 200 000 exemplaires vendus.

## Composition et production
Seulement un mois avant la sortie de la réédition de son dernier album Futur, sortie en fin novembre 2013, Booba annonce qu'il travaille déjà sur son septième album. C'est en fin d'année 2014 que Booba annonce que son septième album s'intitulera D.U.C. Ce nom fait référence au surnom de Booba, auto-proclamé "Duc de Boulogne".
Pour cet album, Booba annonce un morceau en collaboration avec la star du reggaeton Farruko.  

## Promotion
La promotion du projet commence dès 2014, lorsque Booba interprète le premier single intitulé OKLM en direct lors du Grand Journal de Cannes le 19 mai. Il interprète le morceau au Grand Journal. Le morceau, dont le clip est dévoilé le 26 mai, se classera numéro un des singles les plus vendus sur iTunes avant sa sortie,.
Le second extrait de l'album est intitulé 3G. Sorti le 30 juillet 2014, le clip sera dévoilé le 12 septembre. Il dévoile en fin d'année 2014 le troisième morceau de l'album qui se nomme Caracas, le 9 décembre.
Au début de 2015, Booba dévoile le troisième clip vidéo de D.U.C, qui se nomme Billets violets, le 27 janvier. À la suite de la sortie du quatrième clip, Booba annonce la date de sortie de D.U.C, qui sortira le 13 avril 2015. Puis il en dévoile la liste des pistes officielle le 12 mars, sur laquelle on apprend que le titre La mort leur va si bien, dévoilé le 7 février 2014, fera partie de l'album. Il dévoile par la suite le cinquième clip nommé LVMH le 31 mars. Le 2 avril, quelques jours avant la sortie de l'album, Booba dévoile le morceau Mon pays sur la station de radio Skyrock à la grande surprise de tous, étant donné qu'il avait pour habitude de critiquer Skyrock depuis maintenant des années.

## Réception
À partir du 16 mars 2015, l'album est disponible en pré-commande sur iTunes, et se place directement à la première place du Top Album,. De plus, quatre des morceaux déjà dévoilés se placent respectivement de la première à la quatrième place dans le Top Single (à savoir 3G en premier, Caracas en deuxième, Tony Sosa en troisième, et La mort leur va si bien en quatrième), exploit jamais réalisé auparavant. Trois jours après la mise en pré-commande, l'album bat le record de démarrage en pré-commande d'un album sur iTunes en France,,. Huit jours après, l'album est toujours en première place du classement iTunes, et réalise donc un nouveau record.
En termes de ventes, l'album réalise un bon démarrage, avec 41 464 exemplaires vendus, dont 16 041 en digital vendues lors de sa première semaine d'exploitation. Cependant l'album subit une grosse chute la 2e semaine avec seulement 6700 exemplaires vendus et ne sera certifié disque d'or qu'en 3e semaine. Ce sont des chiffres relativement importants mais nettement inférieurs à ceux affichés par son prédécesseur, Futur (2012), qui s'était écoulé à 51 000 exemplaires la première semaine. L'album est ensuite certifié disque de platine et est aujourd'hui double disque de platine.

## Singles
- OKLM sorti le 26 mai 2014 en clip vidéo.
- Billets violets sorti le 27 janvier 2015 en clip vidéo.
- Tony Sosa sorti le 18 février 2015 en clip vidéo.
- LVMH sorti le 31 mars 2015 en clip vidéo.

Singles promotionnels
- La mort leur va si bien sorti le 7 février 2014 en single.
- 3G sorti le 30 juillet 2014 en single puis le 12 septembre 2014 en clip vidéo.
- Caracas sorti le 9 décembre 2014 en single.
- Mon pays sorti le 2 avril 2015 en single.

## Liste des pistes
| 1.    | D.U.C                                    | X-Plosive       | 4:05 |
| 2.    | Tony Sosa                                | Richie Beats    | 3:28 |
| 3.    | Bellucci (featuring Future)              | X-Plosive       | 4:09 |
| 4.    | Loin d'ici                               | The Angels      | 3:45 |
| 5.    | Caracas                                  | DSTprod         | 4:28 |
| 6.    | Mon pays                                 | HiStakes        | 3:05 |
| 7.    | All Set (featuring Jeremih)              | Joe Mike        | 2:38 |
| 8.    | Les meilleurs (featuring 40000 Gang)     | 1712 Beatz      | 4:33 |
| 9.    | Mové Lang (featuring Bridjahting & Gato) | SuperStaar Beat | 5:31 |
| 10.   | LVMH                                     | X-Plosive       | 3:38 |
| 11.   | G-Love (featuring Farruko)               | HiStakes        | 3:10 |
| 12.   | Billets violets                          | Wealstarr       | 2:36 |
| 13.   | Ratpis (featuring Mavado)                | DJ Easy         | 3:59 |
| 14.   | Jack Da                                  | Le Motif        | 3:00 |
| 15.   | Mr. Kopp                                 | Chris.B         | 3:13 |
| 16.   | Temps mort 2.0 (featuring Lino)          | Mem's           | 3:07 |
| 17.   | 3G                                       | X-Plosive       | 2:55 |
| 18.   | La mort leur va si bien                  | Wealstarr       | 3:25 |
| 19.   | OKLM                                     | Soulayman Beats | 3:44 |
| 68:29 |                                          |                 |      |

| iTunes Bonus Track | iTunes Bonus Track          | iTunes Bonus Track | iTunes Bonus Track | iTunes Bonus Track | iTunes Bonus Track | iTunes Bonus Track | iTunes Bonus Track | iTunes Bonus Track | iTunes Bonus Track |
| No                 | Titre                       | Compositeur(s)     | Durée              |                    |                    |                    |                    |                    |                    |
| ------------------ | --------------------------- | ------------------ | ------------------ | ------------------ | ------------------ | ------------------ | ------------------ | ------------------ | ------------------ |
| 20.                | Loin d'ici (Twinsmatic Mix) | Twinsmatic         | 3:00               |                    |                    |                    |                    |                    |                    |
| 71:29              |                             |                    |                    |                    |                    |                    |                    |                    |                    |

## Clips vidéos
- 2014 : OKLM
- 2014 : 3G
- 2015 : Billets violets
- 2015 : Tony Sosa
- 2015 : LVMH
- 2015 : Mové Lang (feat. Bridjahting & Gato)
- 2015 : Mon pays

## Classement hebdomadaire
| Classement (2015)            | Meilleure position |
| ---------------------------- | ------------------ |
| Belgique (Flandre Ultratop)  | 40                 |
| Belgique (Wallonie Ultratop) | 1                  |
| France (SNEP)                | 1                  |
| Suisse (Schweizer Hitparade) | 2                  |

## Certifications
| Région        | Certification | Ventes/Streams |
| ------------- | ------------- | -------------- |
| France (SNEP) | 2 × Platine   | 200 000        |